# Ecuación de Langmuir

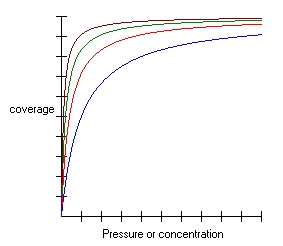
Isoterma de Langmuir.

La ecuación de Langmuir o isoterma de Langmuir o ecuación de adsorción de Langmuir relaciona la adsorción de moléculas en una superficie sólida con la presión de gas o concentración de un medio que se encuentre encima de la superficie sólida a una temperatura constante.
Es una ecuación mucho más exacta para las isotermas de adsorción del tipo 1.

## Historia
La ecuación fue determinada por Irving Langmuir por concentraciones teóricas en 1916. Para ello postuló que:
"Los gases, al ser adsorbidos por la superficie del sólido, forman únicamente una capa de espesor mono-molecular".
Además, visualizó que el proceso de adsorción consta de dos acciones opuestas, una de condensación de las moléculas de la fase de gas sobre la superficie, y una de evaporación de las situadas en la superficie hacia el gas. Cuando principia la adsorción, cada molécula que colisiona con la superficie puede condensarse en ella, pero al proseguir esta acción, cabe esperar que resulten adsorbidas aquellas moléculas que inciden en alguna parte de la superficie no cubierta todavía, pero además una molécula es capaz de liberarse por la agitación térmica escapándose hacia el gas. Cuando las velocidades de condensación y de liberación se hacen iguales entonces se establece el equilibrio. 

## Simbología
| Símbolo                 | Nombre |
| ----------------------- | --- |
| {\displaystyle \theta } | Fracción de cobertura de la superficie                                                                                                  |
| {\displaystyle V}       | Volumen del gas adsorbido por el sólido                                                                                                 |
| {\displaystyle V_{m}}   | Volumen de moléculas monocapa de gas que cubren toda la superficie del sólido y completamente ocupado por el adsorbente                 |
| {\displaystyle \alpha } | Constante de adsorción de Langmuir. Es mayor cuanto mayor sea la energía de ligadura de la adsorción y cuanto menor sea la temperatura. |
| {\displaystyle P}       | Presión parcial del adsorbente |

## Descripción
La expresión de la ecuación es la siguiente:
{\displaystyle \theta ={\frac {V}{V_{m}}}={\frac {\alpha \ P}{1+\alpha \ P}}}